# غواصة يو إيه
يو إيه كانت غواصة تابعة للبحرية الإمبراطورية الألمانية خلال الحرب العالمية الأولى. بنيت كخامس غواصة من الفئة إيه النرويجية. أطلقت الغواصة في 9 مايو 1914 وصادرتها الحكومة الألمانية بعد اندلاع الحرب العالمية الأولى في 5 أغسطس 1914. دخل الخدمة في ألمانيا باسم يو 0 في 14 أغسطس 1914 تم تغيير اسم الغواصة إلى يو إيه بعد أسبوعين وتم تكليفه بحماية الساحل. في عام 1916 تم نقل الغواصة إلى مدرسة الغواصات.
بعد الهدنة مع ألمانيا في نوفمبر 1918 تم تسليمها في هارويتش. تم بيعها بعد ذلك للخردة وفُقدت عند سحبها من فولكستون. تم التعرف على الحطام من قبل عالم الآثار اينيس مكارتني في عام 2013.

### اقتباسات
- Gröner، Erich؛ Jung، Dieter؛ Maass، Martin (1991). U-boats and Mine Warfare Vessels. London: Conway Maritime Press. ج. 2. ص. 48. ISBN:0-85177-593-4. {{استشهاد بكتاب}}: |عمل= تُجوهل (مساعدة)
- Gothling، Wolfgang؛ Lorscher، Oliver؛ Schnetzke، Simon (2012). AUSGELIEFERT Die deutschen B-Boote 1918-1920 und ihr Verbleib - Eine Dokumentation -. digital business and printing gmbh Berlin. ISBN:978-3-00-037421-0.